# O-T Fagbenle
O-T Fagbenle, född 22 january 1981 i London, är en brittisk skådespelare.
Fagbenle har bland annat medverkat i TV-serierna The Handmaid's Tale och Presumed Innocent. Han har även medverkat i filmen Black Widow.

## Filmografi (i urval)
- 2010 – Thorne: Scaredycat (TV-serie)
- 2010 – Thorne: Sleepyhead (TV-serie)
- 2015 – The Interceptor (TV-serie)
- 2017–2022 – The Handmaid's Tale (TV-serie)
- 2021 – Black Widow
- 2024 – Presumed Innocent (TV-serie)
- 2024 – No Good Deed (TV-serie)
- 2025 – Splitsville